# Amherstburg
Amherstburg ist eine Stadt im Essex County, im Westen Ontarios, Kanada. Sie hat 21.936 Einwohner (Stand: 2016), liegt nahe der Mündung des die Grenze zwischen Kanada und den USA bildenden Detroit River in den Eriesee und etwa 25 km südlich der auf der gegenüberliegenden Seite des Flusses liegenden Stadt Detroit (Michigan). Sie ist benannt nach dem britischen General Jeffrey Amherst, 1. Baron Amherst.

## Geschichte
An der Stelle der späteren Stadt errichtete  die britische Armee 1796 eine Befestigung mit dem Namen Fort Amherstburg, die während des Kriegs von 1812 mit den USA das Hauptquartier der britischen Truppen im südwestlichen Oberkanada war. Generalmajor Henry Procter musste das Fort im September 1813 nach der Niederlage in der Schlacht auf dem Eriesee räumen und sich nach Osten zurückziehen. Nach dem Krieg entstand an diesem Standort das Fort Malden, das 1838–1840 neu erbaut wurde und während der Oberkanadischen Rebellion von 1837 bis 1839 als zentraler Stützpunkt der Regierungstruppen diente. 1851 erhielt der Ort als village with town powers das Stadtrecht.
Im späteren 19. Jahrhundert war Amherstburg ein Endpunkt des sog. Underground Railway, eines Netzwerks, das geflohene Sklaven aus den Südstaaten der USA nach Kanada schmuggelte. Für ihre Bedeutung in diesem Netzwerk erklärte die kanadische Regierung, auf Vorschlag des Historic Sites and Monuments Board of Canada, am 26. Juni 2012 die Amherstburg First Baptist Church zu einer National Historic Site of Canada. An diese Zeit erinnert außerdem das dort angesiedelte North American Black Historical Museum.
Während der Prohibition der 1920er Jahre war Amherstburg ein Ausgangspunkt für den Schmuggel von Alkohol.

## Kultur und Sehenswürdigkeiten
Zu den Sehenswürdigkeiten gehören Fort Malden, das North American Black Historical Museum, die Gibson Gallery (eine Kunstgalerie), das Park House Museum (ein Haus der Viktorianischen Ära), und The Commissariat, in dem die britisch-kanadische Provinzialmarine auf den Großen Seen dargestellt wird.
Zum Stadtgebiet gehört auch „Bois Blanc Island“ im Detroit River. Auf der Insel befindet sich mit dem Bois Blanc Island Lighthouse and Blockhouse ein Ort der am 10. Mai 1955 zur National Historic Site of Canada erklärt wurde.

## Söhne und Töchter der Stadt
- John Christian Schultz (1840–1896), Politiker, Vizegouverneur von Manitoba
- Seth Bullock (1849–1919), Sheriff, United States Marshal und Hotelier
- Eugene Whelan (1924–2013), Landwirt und Politiker, Landwirtschaftsminister
- Kevin Westgarth (* 1984), Eishockeyspieler